# Kodeks 0237
Kodeks 0237 (Gregory-Aland no. 0237) – grecko-koptyjski kodeks uncjalny Nowego Testamentu na pergaminie, paleograficznie datowany na VI wiek. Do naszych czasów zachował się jedynie fragment jednej karty kodeksu. Jest przechowywany w Wiedniu. Jest cytowany w krytycznych wydaniach greckiego Nowego Testamentu. Jest palimpsestem.

## Opis
Zachował się fragment jednej karty, z tekstem Ewangelii Mateusza (15,12-15.17-19). Oryginalne karty kodeksu miały rozmiar 18 na 16 cm, zachowany fragment ma rozmiary 13 na 10,8 cm. Pergamin ma barwę ciemno-brunatną.
Tekst był pisany dwoma kolumnami na stronę, po 23 linijek w kolumnie, 11-12 liter w linijce. Pismo jest regularne. Kształt liter jest typowy dla aleksandryjskiej uncjały. Litery theta, phi oraz omikron są okrągłe, litera ipsylon ma charakterystyczną pętlę.
Nomina sacra (imiona święte) zapisywane są skrótami. Fragment stosuje skrót πηρ (dla πατήρ, ojciec).

## Tekst
Fragment reprezentuje mieszaną tradycję tekstualną. Kurt Aland zaklasyfikował go do kategorii III, co oznacza, że jest ważny dla poznania historii tekstu Nowego Testamentu.

## Historia
Karl Wessely datował fragment na V-VII wiek. Rękopis datowany jest przez INTF na VI wiek .
Przypuszcza się, że fragment powstał w Egipcie, w Fajum.
Na listę rękopisów Nowego Testamentu wciągnął go Kurt Aland w 1954 roku, oznaczając go przy pomocy siglum 0237.
Facsimile oraz transkrypcję greckiego tekstu wydał Karl Wessely. Transkrypcję tekstu opublikowali Porterowie w 2008 roku, poprawiając transkrypcję Wessely'ego.
Fragment jest cytowany w krytycznych wydaniach greckiego Nowego Testamentu. Po raz pierwszy został wykorzystany w 26 wydaniu Nestle-Alanda (NA26). W NA27 został zaliczony do rękopisów cytowanych w pierwszej kolejności.
Rękopis przechowywany jest w Austriackiej Bibliotece Narodowej (Pap. K. 8023) w Wiedniu .